# Parastenolechia asymmetrica
Parastenolechia asymmetrica är en fjärilsart som beskrevs av Robert H. Kanazawa 1985. Parastenolechia asymmetrica ingår i släktet Parastenolechia och familjen stävmalar. Inga underarter finns listade i Catalogue of Life.